# دراجيتشا دجونو
دراجيتشا دجونو مواليد 24 مايو 1987 في موستار، كرواتيا، هي لاعبة كرة يد كرواتية تلعب كمحور. مثلت منتخب كرواتيا لكرة اليد للسيدات. حققت المركز الثالث في ألعاب البحر الأبيض المتوسط 2013.

## سجل المنافسة
شاركت في البطولات التالية:
- بطولة أوروبا لكرة اليد للسيدات 2012
- بطولة أوروبا لكرة اليد للسيدات 2014

## الميداليات
| الميدالية | المسابقة                        |
| --------- | ------------------------------- |
| برونزية   | ألعاب البحر الأبيض المتوسط 2013 |